# آئروسپاسیال اس‌ای ۳۱۵بی لاما
 آئروسپاسیال اس‌ای ۳۱۵بی لاما (به انگلیسی: Aérospatiale SA 315B Lama) یک بالگرد تک موتوره فرانسوی است که برای پاسخگویی به نیازهای عملیاتی در شرایط گرما و ارتفاع نیروهای مسلح هند طراحی شده است. این هواگرد از ترکیب بالگرد سبک آئروسپاسیال آلوئت۲ با اجزای آلوئت ۳ طراحی شده است. لاما در ارتفاع بالا عملکرد فوق‌العاده‌ای دارد؛ در تاریخ ۲۱ ژوئن ۱۹۷۲، برای این بالگرد، اوج‌گیری تا ارتفاع ۱۲۴۴۲ متر (۴۰۸۱۴ پا) ثبت شده است. 
این بالگردها تحت لیسانس شرکت هندوستان آیروناتیکس(HAL) در هند ساخته شده‌اند که با عنوان چیتا (Cheetah) شناخته می‌شوند؛ بعدها شرکت سازنده (HAL) نسخه‌ی ارتقایافته‌تری را معرفی کرد که دارای موتورهای توربومکا 333-2M2 بود و با نام چیتال شناخته شد. نسخه مسلحی نیز با نام لنسر (Lancer) به بازار عرضه شد. این نسخه تحت لیسانس شرکت هلیبراس در برزیل با نام گاویائو (Gavião) ساخته شده است.

## کاربران
کاربران کنونی
-  افغانستان
-  آرژانتین
-  اکوادور
-  هند
-  نامیبیا
-  پاکستان
-  توگو

### کاربران قبلی
- آنگولا
- آرژانتین
- بولیوی
- شیلی
- اکوادور
- السالوادور
- هند
- مراکش
- نپال
- پرو